# Elisabet Carlota del Palatinat

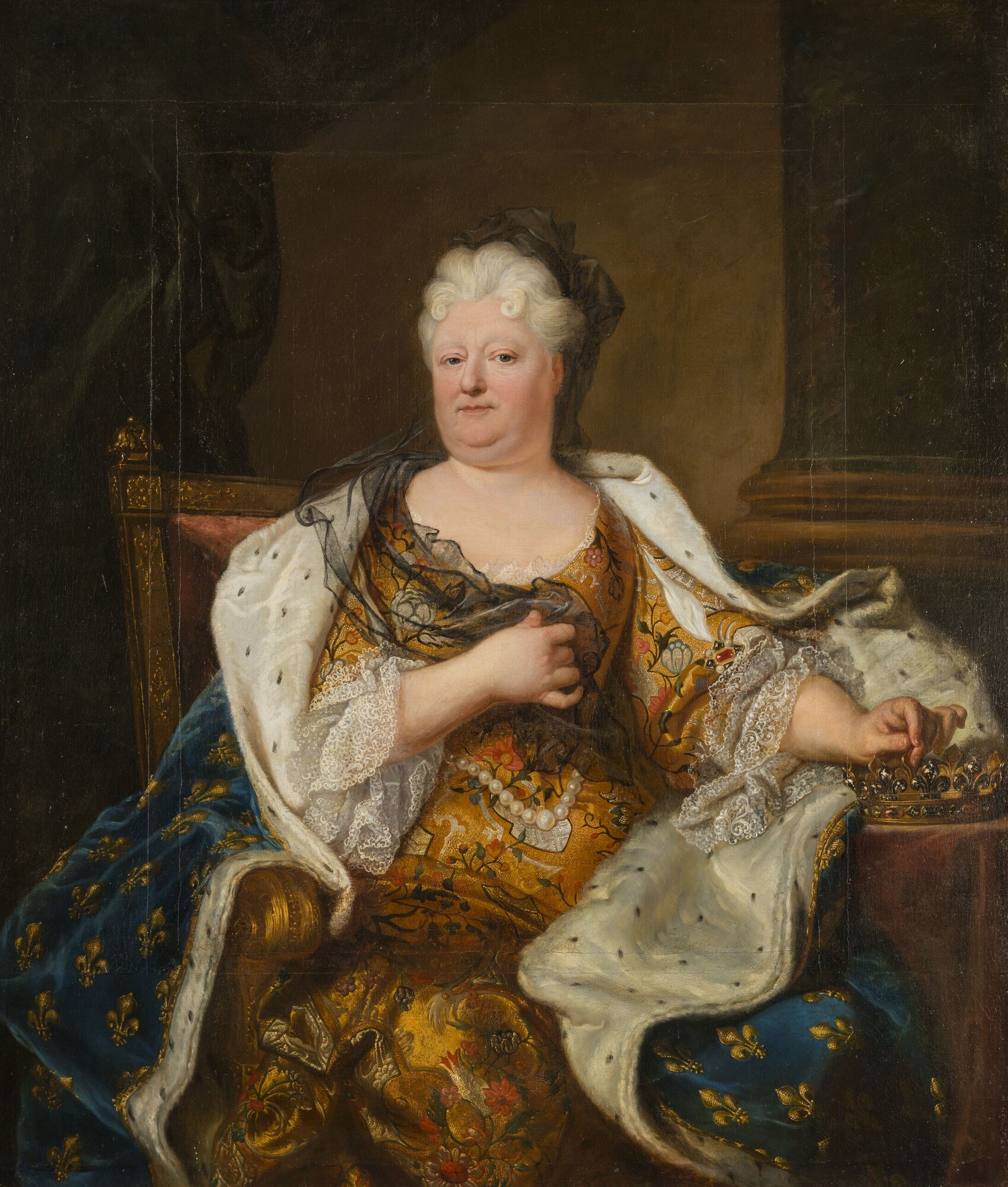
La princesa Elisabet Carlota del Palatinat, duquessa d'Orleans, pintada per Hyacinthe Rigaud (1659-1743)

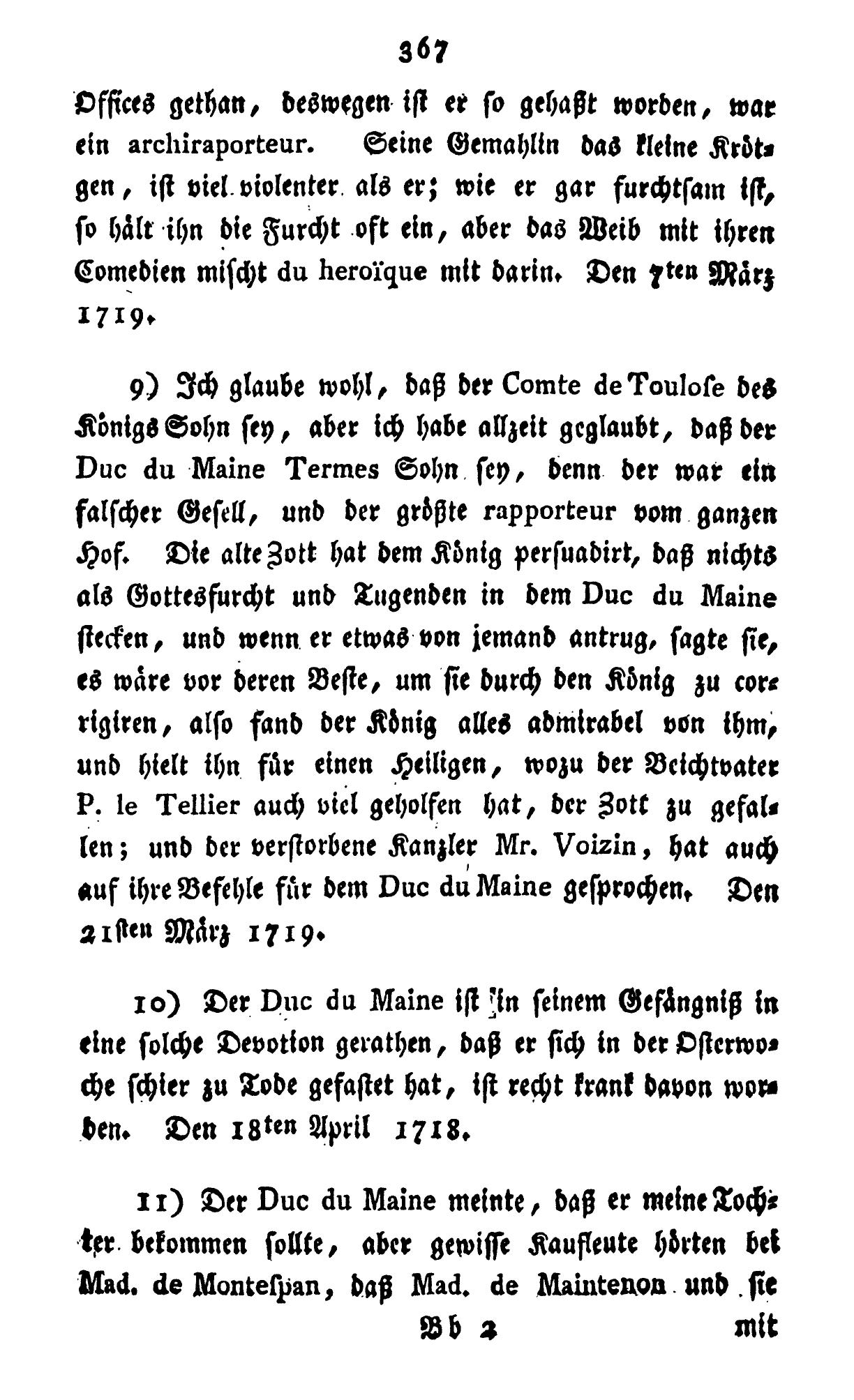
Anekdoten vom Französischen Hofe, 1789.

Elisabet Carlota del Palatinat (Heidelberg, 27 de maig de 1652 - Saint-Cloud, 8 de desembre de 1722) va ser duquessa d'Orleans i princesa de la Casa de Wittelsbach que regnà a Baviera i al Palatinat amb el tractament d'altesa reial. La princesa esdevingué per matrimoni, l'any 1671, duquessa d'Orleans.
Era filla de l'elector Carles Lluís del Palatinat i de la princesa Carlota de Hessen-Kassel; per via paterna, la princesa palatina era neta de l'elector Frederic V del Palatinat i de la princesa Elisabet d'Anglaterra.
El 21 de novembre de l'any 1671 es casà, en contra de la seva voluntat, amb el duc Felip d'Orleans, fill del rei Lluís XIII de França i de la infanta Anna d'Espanya. Felip era germà del rei Lluís XIV de França. La parella tingué tres fills:
- SAR el príncep Alexandre Lluís d'Orleans, duc de Valois, nat el 1673 a Saint Cloud i mort el 1676 a Saint Cloud.
- SAR el duc Felip d'Orleans, nat el 1674 a Sant Cloud i mort el 1723 a Versalles. Es casà amb la princesa Francesca Maria de Blois, madame de Blois.
- SAR la princesa Elisabet Carlota d'Orleans, nada el 1676 a Saint Cloud i morta el 1744 a Commercy. Es casà amb el duc Leopold I de Lorena.

Quan els Wittelsbach de la branca del Palatinat-Simmern s'extingiren després de la mort de l'elector Carles II del Palatinat, el rei Lluís XIV de França, cunyat d'Elisabet Carlota, reclamà el Palatinat i començà la Guerra de Successió del Palatinat (1688 - 1697).
La mort de l'elector palatí convertí a la duquessa en hereva de la duquessa de Montpensier, una parenta llunyana sense descendència. La correspondència que la duquessa envià a la seva germana, l'electriu Sofia de Hannover, han esdevingut un magnífic relat de la vida quotidiana a la cort francesa del rei Lluís XIV de França.